# Lepthyphantes speculae
Lepthyphantes speculae este o specie de păianjeni din genul Lepthyphantes, familia Linyphiidae, descrisă de Denis, 1959.
Este endemică în Lebanon. Conform Catalogue of Life specia Lepthyphantes speculae nu are subspecii cunoscute.